# La Chaussée-Tirancourt (Galeriegrab)

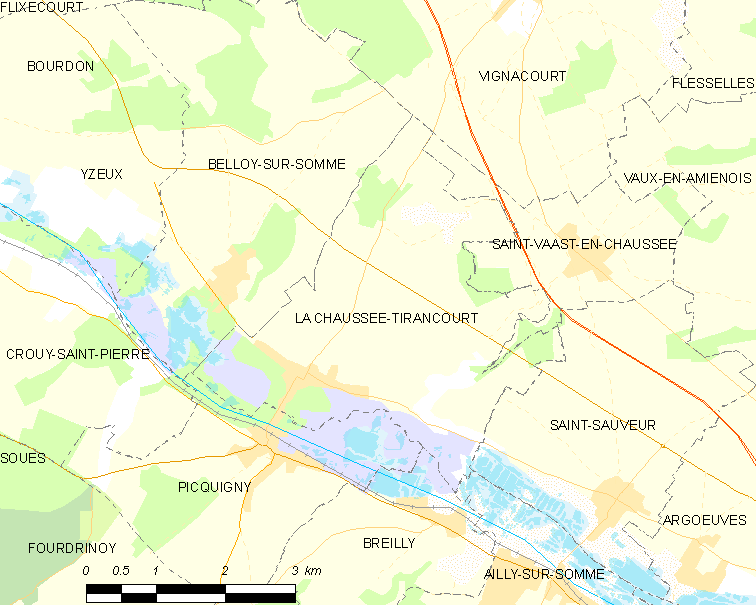
Lage nördlich der Somme

Schema eines Galeriegrabes

Das Galeriegrab von La Chaussée-Tirancourt wurde im Jahre 1967 von M. Baudimont beim Tiefpflügen entdeckt. Es liegt in der Gemeinde La Chaussée-Tirancourt bei Picquigny, 14 Kilometer nordwestlich von Amiens, am Unterlauf der Somme, in der Picardie, in Frankreich.
Die auch nach dem Lieu-dit Cense du Bois benannte Anlage Allée couverte de la Cense du Bois wurde in den 1970er Jahren untersucht und gehört seitdem zu den bekanntesten endneolithischen Anlagen mit Funden der Seine-Oise-Marne-Kultur (S-O-M zwischen 3100 und 2000 v. Chr.). Dieser im Weichbild von Paris häufiger (z. B. La Pierre Turquaise) anzutreffende Megalithanlagentyp war in der Picardie zuvor unbekannt.

## Die Landschaft
Die den Canal de la Somme begleitende mäandrierende Somme, bildet in ihrem breiten naturbelassenen Tal eine Anzahl von Sümpfen, Teichen und Wasserläufen. Das Tal ist ein von Wäldern durchzogener Grün- und Feuchtigkeitsbiotop in einer ansonsten eher trockenen Kreidelandschaft.

## Das Monument
Das in den Hang des Tales eingetiefte Monument liegt 1,7 m unter dem heutigen Bodenniveau, ist 11 m lang und drei Meter breit. Sandsteinblöcke mit einem Gewicht bis zu vier Tonnen, bilden die Kammerwände, sowie den heute antenartig vorspringenden Rest, der einst zwei Meter langen Vorkammer. Die Vorkammer besitzt den für diese Kultur typischen Zugang (das so genannte Seelenloch). Ein lateraler Zugang zur Kammer liegt unmittelbar hinter der Vorkammer. Von den ursprünglich 14 Tragsteinen sind noch 13 vorhanden. Wegen der fehlenden (eventuell auch nie existierenden) Decksteine wird angenommen, dass die Anlage möglicherweise mit Holzbohlen gedeckt war, wofür sich allerdings kein Belege fanden.
Die oberste Bodenlage im Monument wird durch Querreihen kleiner Sandsteintafeln in rechteckige oder trapezoide Quartiere unterschiedlicher Größe unterteilt. Vertikal wurde eine Nutzung innerhalb fünf übereinander liegender Schichten (Levels) ermittelt. Studien ergaben, dass zwischen der Nutzung der Schichten mitunter auch Veränderungen der umliegenden Vegetation stattfanden.

## Die Datierung
Die über eine längere Periode genutzte Anlage lieferte nur 14C-Daten vom Ende ihrer Nutzungszeit. Sie liegen zwischen 1750 und 1400 v. Chr. (kalibriert plus 600–700 Jahre). Die Anlage stammt also aus der Mitte des 3. Jahrtausends v. Chr.

## Die Funde

### Vorkammer
Die in der Vorkammer entdeckten Artefakte (perforierte Geweihsprossen, grobe Tonware und kleine Axtanhänger (Amulette) aus Grünstein) sind für die S-O-M Kultur charakteristisch.

### Kammer
In der zunächst lediglich in acht Bereichen bis zum untersten Level untersuchten Kammer wurden die Überreste von 346 Menschen, darunter auch die von Kindern gefunden. Damit ist La Chaussée-Tirancourt eine der meistbelegten Anlagen in Europa. Drei Skelette waren durch kleine Sandsteinblöcke von den übrigen isoliert worden. Abgesehen von zwei kleinen Kupferperlen erbrachte die Kammer kaum Beigabenfunde.
Das kleine Quartier am Kopfende der Kammer war fundleer. In den anderen Quartieren wurden Schädel und Skelette gefunden. Die Position der Knochen führten die Ausgräber zu der Annahme, dass ein Individuum in sitzender Position gegen eine Stützwand aus organischem Material gelehnt worden war. Die parallel zur Anlagenachse verlaufende Stützwand hinterließ in allen ausgegrabenen Bereichen ihre Spuren. Nach der Verwesung, wurden die Knochen zu einem Haufen zusammengeschoben. Die Langknochen zeigen oftmals die Charakteristik trocken zerbrochener Knochen.
Die Struktur des Level V, dem untersten und ältesten der Anlage ist durch den Level IV weitgehend zerstört worden. Die meisten Knochen im Level V waren auf der Achse des Monumentes angehäuft. Am Ende wurde die Ebene von einer 20 cm dicken Schicht aus Löss und Kreide bedeckt.
Ebene IV besteht aus einer Füllung von 6 bis 8 Tonnen Boden. Die Begräbnisse bilden ein völlig andersartiges Bild als die im Level III, der viel dicker als IV ist und 12 komplizierte Unterteilungen besitzt. Das nicht komplett ausgegrabene Monument wurde mit Erde verfüllt um es vor Grabräubern zu schützen.
In der Nähe befinden sich:

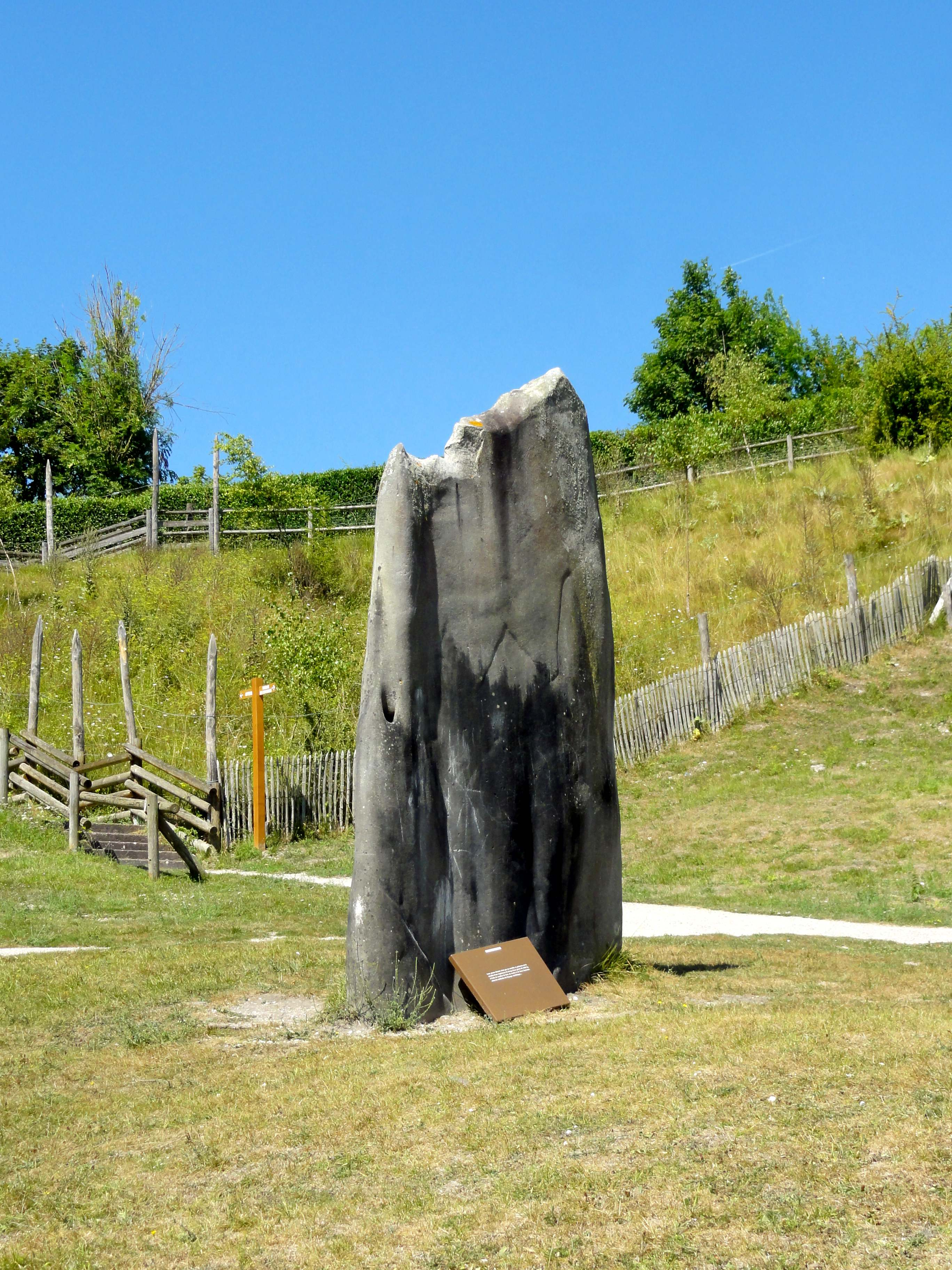
Menhir im Samara Grand parc

- der mesolithische Fundplatz (Prés-du-Mesnil) – im kleinen Sumpf
- das Oppidum Camp César
- der Samara Grand parc naturel de la Préhistoire (Samara ist der lat. Name der Somme)
- das Musée des Temps Barbares (Zeit der Merowinger)
- der archäologische Garten in Amiens (Acheuléen)